# Aratz
El Aratz es una montaña de 1432 metros de altitud perteneciente a los montes Vascos. Está situado entre las provincias de Guipúzcoa y Álava, País Vasco, España. Es la cima más elevada de la Sierra de Altzania, ubicada al oriente del macizo del Aizcorri.
Justo en la línea divisoria entre Álava y Guipúzcoa, las piedras que marcan el límite entre ambos territorios bordean la cima, y muy cercano a tierras Navarras el Aratz es una gran mole caliza que es visible y fácilmente identificable a distancia.

## Descripción
Los 1432 metros de altitud de esta montaña y la inmensidad de su porte hacen que sea un punto referencial para los tres territorios que la rodean. Es la mayor altura de la sierra de Altzania, y de las mayores de Álava (siendo de esta la cuarta) y Guipúzcoa, siendo más de 100 metros menor que el monte Aquetegui, techo del País Vasco.
Una de sus laderas descansa sobre el histórico paso de San Adrián, que desde lejanos tiempos ha unido la vertiente cantábrica con la Llanada Alavesa y el resto de la península ibérica. Ha sido referente de los caminantes que han cruzado estas tierras al verse y distinguirse desde la lejanía con su forma de volcán de color gris.
El porte del monte es inmenso, su amplia cima está rodeada de una serie de grandes oquedades, comúnmente de 80 metros de profundidad y de poco anchura,  que antiguamente se usaban como neveros, que suelen conservar la nieve durante todo el año.
Por el norte las faldas del Aratz se sitúan, cubiertas de bosque de hayas, sobre el valle del Altzania en tierras guipúzcuanas. Al sur se alza sobre el valle alavés de Aspárrena, cuyo mayor núcleo poblacional es Araya donde abundan los robles y, también las hayas.
Esta zona comprendida entre los tres territorios es la llamada Parzonería de Altzania que tiene su origen en la explotación de la riqueza de los bosques y prados por parte de los pueblos de alrededor.

## Ascensos
El Aratz es accesible desde sus dos vertientes, la alavesa y la guipuzcoana. Desde Álava se parte de Araya y desde Guipúzcoa desde Cegama o desde el puerto de Otzaurte, otro de los pasos legendarios de estas tierras. El paso de San Adrián es un punto importante en las rutas de ascenso al Aratz. Desde él, independientemente desde donde se llegue, se accede a la cima muy fácilmente.
- Desde Araya por la Chabola del Tuerto.

Desde la capital del valle de Aspárrena, que está a 621 m de altitud, partimos de al lado de la fábrica metalúrgica, ya cerrada, de Ajuria cogiendo la cuesta de las vagonetas o el camino, más cómodo y más largo que nos conduce, rodeando la peña de San Miguel hasta el collado del mismo nombre que ya está a 830 m. De allí nos internamos en un bosque de hayas hasta la fuente de Iturriotz, ya a 1070m, y seguimos subiendo hasta la llamada chabola del tuerto que queda a 1180m de altitud, cien metros más bajo esta el túnel de San Adrián al que podríamos llegar en menos de 30 minutos.
Tomamos la pista que sale a la derecha y encaramos la cumbre dejando a la izquierda la punta de Malmokera. LLegamos a las praderas de Aratz-zelai. Desde aquí se puede subir directamente a la cumbre pasando por la cima secundaría Elurzuloak de 1431 m de altitud, o, cruzando los prados dirigirnos hacia la cima dejando a la derecha del camino los neveros.
- Desde Araya por el nacedero del Zirauntza.

Saliendo de la fábrica de Ajuria nos dirigimos al nacedero del río Zirauntza. Sin llegar a este lugar cogemos la pista de Apota que se dirige al collado de Allarte, que está a 1141 m, pasando por Imeleku y de ahí ascensión al Aratz por la cresta. 
- Desde el Alto de Otzaurte por San Adrián.

Desde Otzaurte, que está a 671 m, cogemos el camino hacia el paso de San Adrián pasado por el collado de Beunda, a 832 m de altitud, y rodeando el monte Añabaso llegamos al refugio de San Adrián, donde ya podemos ver la calzada, pronto atravesamos el túnel llagando a los rasos de Lizarrate que están a 1008 m de altitud. Seguimos la calzada hasta el cruce de caminos, a la derecha hacia Aitzgorri, a la izquierda hacia Aratz. Subimos por el bosque y cruzamos bajo un tendido de alta tensión saliendo al camino que viene de Araya en Malmokera.
- Desde el Alto de Otzaurte por Allarte.

Desde Otzaurte, que está a 671 m, cogemos el camino hacia el paso de San Adrián pasado por el collado de Beunda, a 832 m de altitud, donde nos dirigimos hacia el callado de Allarte que está a 1142m de altitud, y desde allí, por la derecha vamos hasta Imeleku y, pasando por el collado de Aratzarte se alcanza la cima.
Tiempos de accesos: 
- Araya (2h).
- Otzaurte (2h 30 m).